# 戦慄の爆音
『戦慄の爆音』（せんりつのばくおん）は、1934年（昭和9年）に日本で製作・公開されたサイレント映画である。製作・配給大都映画。

## スタッフ
- 監督 : 大江秀夫
- 原作・脚本 : 古伊志夏夫
- 撮影 : 岩藤隆光

## キャスト
- 隼秀人
- 北見礼子
- 山吹徳二郎
- 池田利男